# Eduard Baumgarten
Eduard Baumgarten, född 26 augusti 1898 i Freiburg im Breisgau, död 15 augusti 1982 i Frankfurt am Main, var en tysk filosof och sociolog. Han var professor i filosofi vid Königsbergs universitet från 1940 till 1945 och professor i sociologi vid Wirtschaftshochschule Mannheim från 1957 till 1963.

## Biografi
Baumgarten deltog som frivillig i första världskriget. Därefter studerade han ekonomi, historia och filosofi vid flera universitet och avlade 1924 doktorsexamen med avhandlingen Innere Formen menschlicher Vergemeinschaftung. Under 1920-talet gästföreläste han vid Columbia University samt vid universiteten i Chicago och Madison. Han återvände till Tyskland 1929 och planerade att göra sin habilitation för Martin Heidegger vid Freiburgs universitet. Heidegger ämnade ge Baumgarten en assistentposition, men en brytning uppstod mellan dem efter det att Baumgarten hade hållit en föreläsning om Kant; Heidegger fann Baumgartens pragmatiska inställning till filosofi oacceptabel. Werner Gottfried Brock fick assistentanställningen och Baumgarten lämnade Freiburg för Göttingen. 
I början av 1933 anställdes Baumgarten vid universitetet i Göttingen; han föreläste om bland andra Ralph Waldo Emerson, William James, John Dewey och Benjamin Franklin. Samma år hade Adolf Hitler utnämnts till rikskansler och för att kunna bli docent i Göttingen förväntades Baumgarten att anpassa sig politiskt. Baumgarten ansökte om medlemskap i Sturmabteilung (SA), vilket dock Heidegger försökte stoppa. I ett brev till ledningen för universitetet i Göttingen i december 1933 ifrågasatte Heidegger Baumgartens övertygelse som nationalsocialist. Heidegger anklagade Baumgarten för att ha umgåtts med "liberal-demokratiska intellektuella" och "juden Fraenkel". Baumgarten fullbordade sin habilitation i april 1936 och utnämndes till docent ett drygt år senare. Den 1 maj 1937 blev Baumgarten medlem i Nationalsocialistiska tyska arbetarepartiet (NSDAP) och Blockleiter.
Baumgarten utnämndes i november 1940 till professor vid Königsbergs universitet; i samband med Tysklands nederlag i andra världskriget 1945 lämnade han denna professur. Senare samma år blev Baumgarten – trots sitt tidigare medlemskap i NSDAP – gästprofessor vid universitetet i Göttingen. År 1948 flyttade han över till Freiburg och 1953 utnämndes han till honorärprofessor vid Stuttgarts universitet. Från 1957 fram till pensioneringen 1963 var Baumgarten professor i sociologi vid Wirtschaftshochschule Mannheim.